# Lisieux-3 (tổng)
Tổng Lisieux-3 là một tổng thuộc tỉnh Calvados trong vùng Normandie.

## Địa lý
Tổng này được tổ chức xung quanh Lisieux ở quận Lisieux. Độ cao khu vực này dao động từ 27 m (Le Mesnil-Simon) đến 182 m (Saint-Germain-de-Livet) với độ cao trung bình 118 m.

## Hành chính
| Danh sách ủy viên hội đồng             |           |                       |      |         |
| Giai đoạn                              | Giai đoạn | Tên                   | Đảng | Tư cách |
| 2004                                   | actuel    | Brigitte Comet-Chérel | PS   |         |
| Tất cả các dữ liệu trước đây không rõ. |           |                       |      |         |

## Các đơn vị trực thuộc
| Xã                     | Dân số     | Mã bưu chính | Mã insee |
| ---------------------- | ---------- | ------------ | -------- |
| La Boissière           | 121        | 14340        | 14082    |
| La Houblonnière        | 234        | 14340        | 14337    |
| Lessard-et-le-Chêne    | 175        | 14140        | 14362    |
| Lisieux                | 23 166 (1) | 14100        | 14366    |
| Le Mesnil-Eudes        | 286        | 14100        | 14419    |
| Le Mesnil-Simon        | 155        | 14140        | 14425    |
| Les Monceaux           | 146        | 14100        | 14435    |
| Le Pré-d'Auge          | 745        | 14340        | 14520    |
| Prêtreville            | 334        | 14140        | 14522    |
| Saint-Désir            | 1 701      | 14100        | 14574    |
| Saint-Germain-de-Livet | 581        | 14100        | 14582    |
| Saint-Jean-de-Livet    | 233        | 14100        | 14595    |
| Saint-Pierre-des-Ifs   | 385        | 14100        | 14648    |

(1) fraction de commune.